# Molières, Dordogne

Molières este o comună în departamentul Dordogne din sud-vestul Franței. În 2009 avea o populație de 319 de locuitori.

## Evoluția populației
| An        | 1975 | 1982 | 1990 | 1999 | 2006 | 2009 |
| --------- | ---- | ---- | ---- | ---- | ---- | ---- |
| Populație | 283  | 294  | 315  | 292  | 313  | 319  |